# Welby (Colorado)
Welby statisztikai település az USA Colorado államában, Adams megyében. Lakosainak száma 15 553 fő (2020. április 1.).

## Népesség
A település népességének változása:

| 2010 | 14 846 |
| 2020 | 15 553 |